# Denstroude
Denstroude est un village anglais situé dans le Kent.